# El diario de un sueño

El Diario de un Sueño  es una  Novela de Ficción, desarrollada como una Comedia romántica de Aventura dirigida al público adolescente. Fue escrita por Moisés Gaviria y un borrador de la novela fue publicado el 4 de febrero de 2013, para su descarga gratuita en la Google Play como una aplicación para dispositivos Android. Siendo una novela inédita, y sin estar respaldada por ningún mecanismo de publicidad, sobrepasó las 10.000 descargas en menos de dos meses con su primera edición, logrando alcanzar en su tercer mes de publicación más de 20.000 descargas en todo el mundo. El borrador fue publicado una segunda vez el 21 de abril de 2013, alcanzó en menos de 5 días las 5.000 descargas y, en el mes de julio del mismo año, las 50.000 descargas, para luego ser actualizada a una tercera edición que sumó más de 100.000 descargas en todo el mundo, siendo la primera novela inédita de la lengua española en alcanzar tal acogida en Internet. El borrador fue retirado al público, debido al cambio de políticas de publicación de la plataforma Google Play. 
La primera edición del libro fue publicada por el autor en la plataforma Amazon Kindle el 31 de agosto de 2019, precisando en su introducción que "el libro El Diario de un Sueño vuelve en su primera edición, con una entrega completamente revisada, ofreciendo un nuevo final que se construye durante toda la nueva narración". 

## Historia
El argumento de la novela El Diario de un Sueño es, como su nombre lo dice, inocente. Mantiene una narrativa constante en primera persona donde el personaje principal, y único narrador, es Miguel Castañeda Cifuentes; del que se sabe poco de su lugar de nacimiento o su país de residencia, nombrándose sólo sustantivos como "país" o "pueblo" en la novela. Su punto de desarrollo se desenvuelve con el hallazgo de un "diario" en el antiguo hogar del protagonista, el cual no recuerda haber visto jamás, en donde una niña escribía, a medida que pasaban los días, los sueños que quería realizar dependiendo de alguna circunstancia que le sucediera en su vida.
El protagonista, por sentir una conexión hacia este escrito, decide realizar un viaje que lo llevará a descubrir varios aspectos axiológicos, que ocurren en una narración reflexiva muy recurrida para los textos de desarrollo personal. Así, con una ingeniosa forma de presentarse en la novela, Miguel viaja por países como España, Italia, Francia, entre otros, logrando completar un viaje lleno de aventuras, imaginadas solo por la mente infantil de una niña soñadora.
La historia tiene un quiebre de misterio cuando el protagonista recibe varios mensajes, sin aparente procedencia. Estos mensajes comienzan a tener trascendencia como una serie de pistas que lo hacen seguir el rastro de la verdadera dueña del diario. Así comienza una búsqueda para hallar su identidad y devolverle su pertenencia, desentrañando una serie de historias personales que lo obligarán a tomar decisiones sobre su vida.

## Sinopsis
En el borrador, disponible anteriormente en la anteportada del libro, aparece una sinopsis corta que se presenta como una introducción hacia el libro. Este texto dice:
"Si redactaras una lista donde nombrases todos los sueños que alguna vez deseaste realizar, sobre todas las cosas que quisiste alcanzar, ¿qué escribirías?, ¿y cómo te sentirías si te dicen la oportunidad de realizarlos?.
El "Diario de un Sueño" es una aventura llena de hermosos sucesos, basados en los deseos más encantadores. Es un viaje a través de las posibilidades, de la reflexión de nuestra felicidad y de la conclusión de nuestras más tenues dudas. Acompaña a Miguel a una serie de eventos que removerán sus ideas hasta el punto de cambiarle su vida, llenándola de maravillosos recuerdos que lo conducirán hasta una historia de amor y perdón."
En su primera edición, en el formato físico de tapa blanda de la novela, aparece en su contraportada la siguiente sinopsis: 
"Con el diario no tenía que seguir reglas, sus páginas me daban una libertad de elección que muy pocas veces me había permitido y todo esto era porque en sí había logrado que mi ser soñara, aunque fuese con ayuda. ¿Los sueños entonces eran más que simples ilusiones que, luego de verlas derrumbadas, te hacen sufrir? Parecía ser que el sólo hecho de soñar te presentaba una vida totalmente diferente a la que las personas, acostumbradas a su día a día, seguían. Los sueños te daban la oportunidad de no estancarte, de volar libre entre posibi-lidades mientras te ofrecían una oportunidad mejor. Los sueños, y su realización, son las escaleras que necesitamos para alcanzan el éxito, porque sólo con ellos es que evitamos caer en la monotonía del con-formismo. Nuestros deseos son, entonces, la materia prima del dis-frute pleno de tu vida." 

## Sobre el desarrollo de la novela
El 24 de diciembre de 2010 se comenzó a redactar un boceto de lo que sería la idea general del libro El Diario de un Sueño. En ese entonces su autor, Moisés Gaviria, tenía la edad de 17 años. Lo que comenzó como una simple idea se desarrolló hasta finalizar, a mitad del mes de junio del año 2011, los primeros 8 capítulos que permanecerían suspendidos hasta continuar con su escritura un año después, finalizando el texto borrador el 17 de julio de 2012.
Su desarrolló y argumento cuenta con una serie de textos, que son presentados en la novela como una escritura aparte de la narración, los cuales son los días que aparecen escritos en el "diario" de la niña. Estos textos evidencian las respuestas comunes hacia la pregunta "¿cuál es tu sueño?" que el autor tomó como referencia para generar la trama principal del libro, desenvolviendo cada sueño en una acción del protagonista que lo llevó a viajar por varios lugares del mundo.

## Acogida en Android
Desde el 4 de febrero, fecha de publicación de la primera edición, la novela "El Diario de un Sueño" logró un alcance, en sólo tres meses, de más de 20.000 descargas en todo el mundo. Esto, al igual que en su primera edición, se evidenció por una "calificación" promedio, dispuesta en el centro de calificaciones de Google Play, de 4.9 sobre 5, siendo, además, una de las aplicaciones de libros E-book mejor calificadas a nivel mundial, igualando su repercusión con textos de la altura de "El principito" o "El arte de la guerra".
Luego de un problema legal que perjudicó a la editorial que publicó su texto, se hizo una segunda edición que logró una acogida mucho mayor en menor tiempo, alcanzando las 10.000 descargas en menos de 20 días de su publicación, manteniendo el promedio de calificaciones, lo que acentúa su reconocimiento como un texto de descarga gratuita. Todo esto se culminó en el mes de julio, del mismo año de su publicación y a sólo dos meses y medio de su segunda edición, cuando se logró superar las 50.000 descargas para los dispositivos Android.
Con la tercera edición, se ha logrado determinar una suma equivalente a las 100.000 descargas en todo el mundo, que lo posiciona como uno de los libros más descargados del año.
En enero del año 2014, se finalizó con la publicación del libro como aplicación Android por solicitud del escritor y por decisión conjunta de la editorial.

## Sobre el Escritor
Según la información que se presenta en el libro publicado, Moisés Gaviria Piedrahíta nació en Medellín, Colombia el 6 de octubre de 1992. Señala que "desde pequeño mostró una serie de aptitudes para el arte, comenzando sus estudios en una escuela personalizada donde practicó el dibujo y la pintura. A sus contados 9 años se hizo miembro de la Red de Escuelas de Música de su ciudad comenzando el estudio de instrumentos clásicos de cuerda, solfeo e interpretación." Menciona su desarrollo como escritor, "comenzando en la edad de 12 años" en la cual Moisés se interesó por la literatura, mencionando que sus primeros trabajos no fueron más que simples bocetos de cuentos infantiles de los cuales no se tiene evidencia o memoria.
En el apartado "Sobre el autor" también se señala que "aunque Moisés no ha recibido ningún tipo de educación artística sobre la literatura, continúa marcando su proyección como un escritor polifacético, teniendo un repertorio de versos, artículos, crítica, cuentos, relatos, dramaturgia y novelas, que aprendió a enriquecer con un estilo descriptivo y adornista muy representativo de las tendencias románticas." 
Por último se dice que El Diario de un Sueño es su primera obra juvenil, la cual concluyó a la edad de 19 años. "Aunque el género en el cual se desenvuelve puede ser diverso, Moisés ha confesado ser un amante de las novelas simbólicas, reconociendo que su concentración como escritor se centra ahora en darle vida a una novela psicológica, más seria."